# Fürberg (Remscheid)
Fürberg ist ein Ortsteil in der bergischen kreisfreien Großstadt Remscheid in Nordrhein-Westfalen.

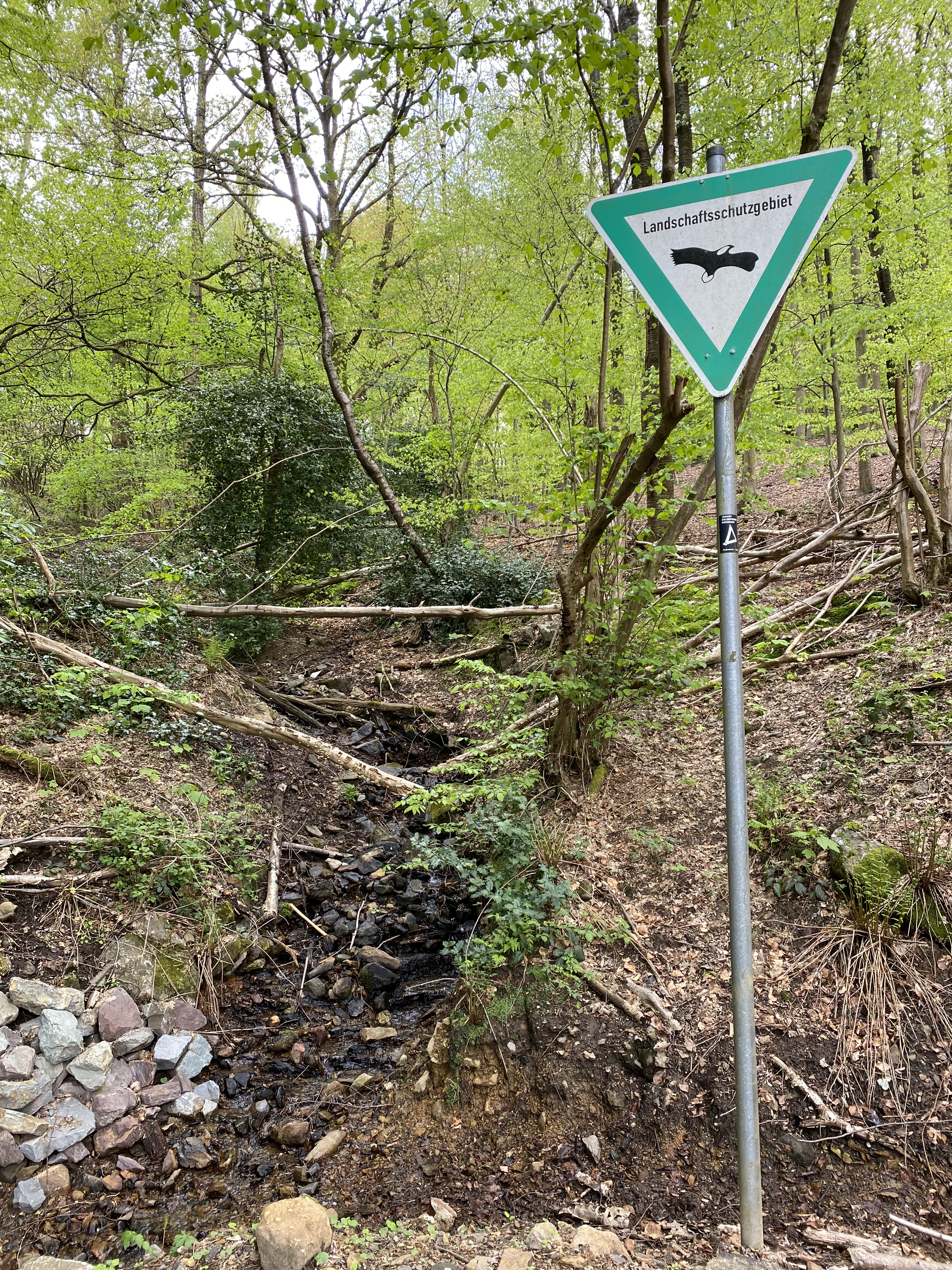
Fürberger Siefen

## Lage und Geschichte
Die Ortschaft befindet sich im Stadtbezirk Alt-Remscheid zwischen den Ortsteilen Hasten, Stockden, Vieringhausen und Morsbach. Sie erstreckt sich auf am westlichen Hang des die Stadt Remscheid dominierenden Bergrückens der hier ursprünglich weitestgehend bewaldet war und heute teilweise bebaut ist. Fürberg liegt auf einer Höhe zwischen etwa 150 und 200 Metern über Normalnull. Hier entspringt auch der Bach Fürsiefen, ein südlicher, (linker) Zufluss des Morsbachs. Der Quellbereich ist ein Naturdenkmal und der Unterlauf Teil des Naturschutzgebietes Unteres Morsbachtal.
Auch wenn die Hofschaft wohl älteren Datums ist, wurde sie erstmals 1369 als „Vurberch“ urkundlich erwähnt. spätere Benennungen sind 1479 „Voerberg“ und 1606 „Fürberch“. Hieraus ist der heutige Name „Fürberg“ hervorgegangen. Die Hofschaft Fürberg gehörte spätestens seit 1369 zu den 13 Lehenhöfen der „Haster Höfe“ und war dem jeweiligen Landesherren gegenüber abgabepflichtig. Seit etwa dieser Zeit gehörte die Ortschaft zur Honschaft Remscheid im Amt Bornefeld im Großherzogtum Berg. Erst 1806 während der französischen Besetzung des Rheinlandes wurde die Hofschaft dem Kanton Ronsdorf im Arrondissement Elberfeld zugeordnet.

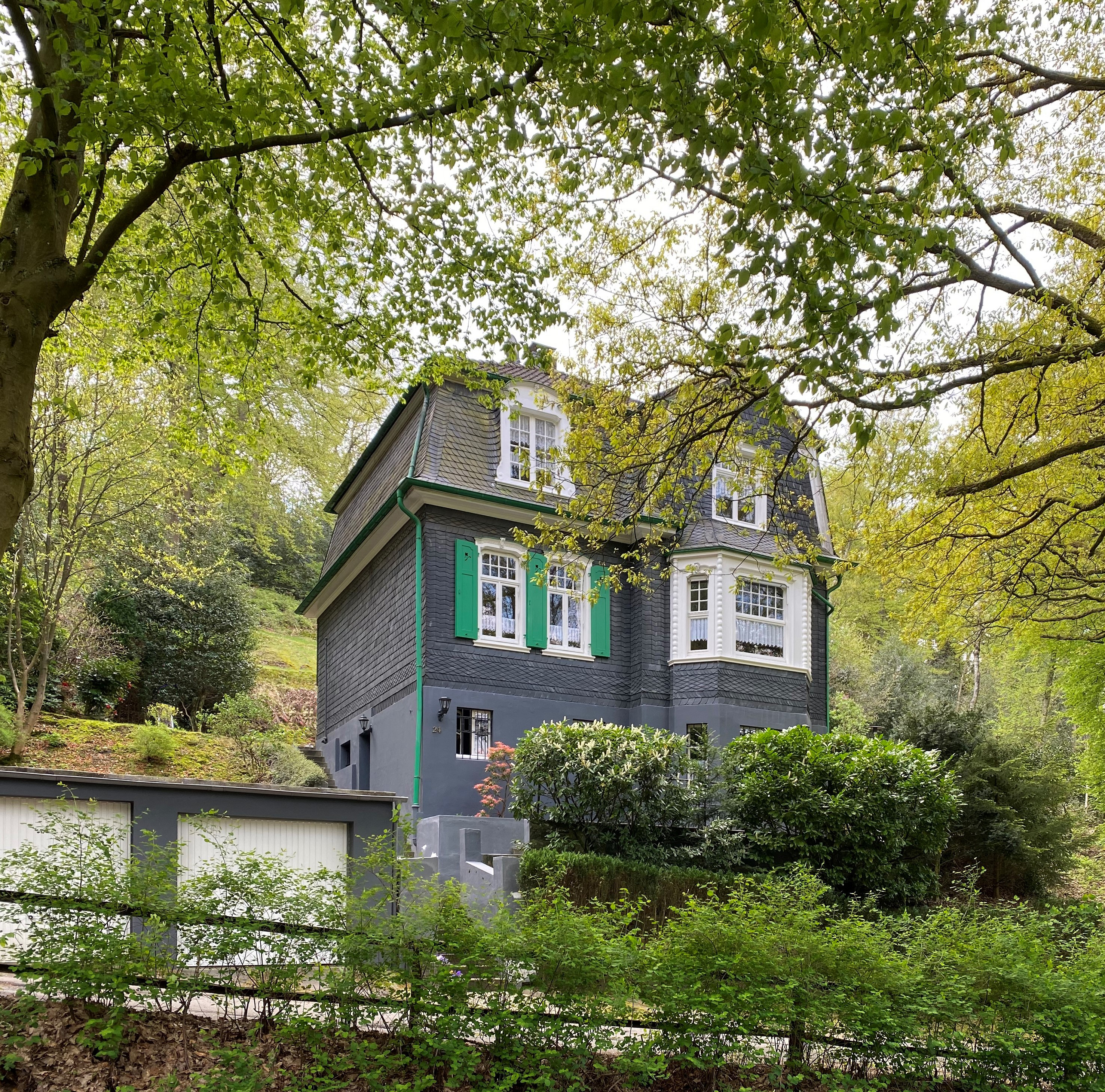
Fürberg 34

Die am Hang gelegene und in späteren Jahren deutlich gewachsene Siedlung besteht heute aus etwa 80 Wohngebäuden und einigen kleineren Industriebetrieben.
Gegen Ende des 19. Jahrhunderts wurde im Morsbachtal die Ronsdorf-Müngstener-Eisenbahn erbaut, die das Tal und die sich hier angesiedelten metallerzeugenden und - verarbeitenden Betriebe erschlossen hat. Der Abschnitt Clarenbach-Müngsten wurde am 16. November 1891 eröffnet und seit dem 14. April 1903 elektrisch betrieben. Am 26. November 1954 erfolgte hier die Einstellung des Güter- und Personenverkehrs. Es gab Bahnstationen in „Berg/Fürberg“ und in „Morsbach“.